# Mikita Nikalaevič
Mikita Michajlavič Nikalaevič (in bielorusso Мікіта Міхайлавіч Нікалаевіч?; Salihorsk, 11 settembre 1997) è un calciatore bielorusso, centrocampista svincolato.

## Carriera

### Club
Cresciuto nel settore giovanile del Minsk, ha esordito in prima squadra il 19 marzo 2017 disputando l'incontro di Kubak Belarusi perso 2-1 contro il BATĖ Borisov.

### Nazionale
Ha militato nelle nazionali giovanili bielorusse Under-17 ed Under-21.

## Statistiche

### Presenze e reti nei club
Statistiche aggiornate al 20 febbraio 2022.
| Stagione             | Squadra              | Campionato           | Campionato | Campionato | Coppe nazionali | Coppe nazionali | Coppe nazionali | Coppe continentali | Coppe continentali | Coppe continentali | Altre coppe | Altre coppe | Altre coppe | Totale | Totale |
| Stagione             | Squadra              | Comp                 | Pres       | Reti       | Comp            | Pres            | Reti            | Comp               | Pres               | Reti               | Comp        | Pres        | Reti        | Pres   | Reti   |
| -------------------- | -------------------- | -------------------- | ---------- | ---------- | --------------- | --------------- | --------------- | ------------------ | ------------------ | ------------------ | ----------- | ----------- | ----------- | ------ | ------ |
| 2017                 | Minsk                | VL                   | 7          | 0          | CB+CB           | 1+1             | 0               |                    | -                  | -                  |             | -           | -           | 9      | 0      |
| 2018                 | Minsk                | VL                   | 25         | 2          | CB              | 2               | 0               |                    | -                  | -                  |             | -           | -           | 27     | 2      |
| Totale Minsk         | Totale Minsk         | Totale Minsk         | 32         | 2          |                 | 4               | 0               |                    | -                  | -                  |             | -           | -           | 36     | 2      |
| 2019                 | Tarpeda-BelAZ        | VL                   | 21         | 1          | CB              | 2               | 0               |                    | -                  | -                  |             | -           | -           | 23     | 1      |
| 2020                 | Tarpeda-BelAZ        | VL                   | 27         | 2          | CB+CB           | 2+2             | 0+2             |                    | -                  | -                  |             | -           | -           | 33     | 2      |
| 2021                 | Tarpeda-BelAZ        | VL                   | 25         | 3          | CB+CB           | 3+1             | 1+0             | UECL               | 2                  | 0                  |             | -           | -           | 31     | 4      |
| Totale Tarpeda-BelAZ | Totale Tarpeda-BelAZ | Totale Tarpeda-BelAZ | 73         | 6          |                 | 10              | 3               |                    | 2                  | 0                  |             | -           | -           | 85     | 9      |
| feb.-giu. 2022       | Slavia Sofia         | 1L                   | 0          | 0          | CB              | 0               | 0               |                    | -                  | -                  |             | -           | -           | 0      | 0      |
| Totale carriera      | Totale carriera      | Totale carriera      | 105        | 8          |                 | 14              | 3               |                    | 2                  | 0                  |             | -           | -           | 121    | 11     |